# Hirofumi Matsuoka
Hirofumi Matsuoka (né le 25 mai 1961) est un créateur japonais de jeux vidéo. Alors qu'il était employé chez Nintendo (avril 1984-décembre 2003), il participe à la conception de plusieurs jeux dans la franchise de Wario et est également impliqué dans la série de Metroid, en tant que concepteur du premier jeu de la série intitulé Metroid et artiste graphique sur le jeu Super Metroid,,,.

## Ludographie
- 1986 : Metroid (designer)
- 1987 : Miho Nakayama's Tokimeki High School (designer)
- 1988 : Famicom Wars (designer)
- 1989 : Super Mario Land (designer)
- 1990 : Game Boy Wars (réalisateur)
- 1992 : Mario Paint  (réalisateur)
- 1993 : Sound Fantasy (producteur)
- 1994 : Super Metroid (designer)
- 1995 : Game Boy Gallery: 5 Games in 1 (réalisateur)
- 1995 : Virtual Boy Wario Land
- 1999 : Mario Artist: Paint Studio (réalisateur)
- 2000 : Mario Artist: Polygon Studio (réalisateur)
- 2001 : Wario Land 4 (réalisateur)
- 2003 : WarioWare, Inc.: Minigame Mania (réalisateur)
- 2008 : Personal Trainer: Walking (réalisateur)